# 大原鯊
大原鯊（學名：Proscyllium magnificum），為軟骨魚綱真鯊目原鯊科原鯊屬下的一个种，第一批大原鯊標本是在1989年泰緬聯合調查緬甸大陸棚時捕獲，彼得·拉斯特(Peter Last)和瓦拉林·馮帕尼奇(Vararin Vongpanich)在2004年普吉島海洋生物中心研究公報中對此進行了描述，此模式標本是一隻雌性，長49公分，由Weera Pokapunt在FRTVChulabhorn上採集。分布於東印度洋緬甸及印度的安達曼海北部海域，深度可達144公尺，本魚體細長，頭部扁平，鼻子短鈍，眼大呈橢圓形，有未完全發育的瞬膜，嘴巴是長而寬的拱形，角落有很短的皺紋，鰓縫有五對，兩個背鰭呈三角形，頂端呈圓形，後緣微凹，第一個背鰭比第二個稍大，起源於胸鰭基部後面，而第二個背鰭起源於臀鰭基部後部的上方。胸鰭和腹鰭的尖端呈圓形，前者比後者大得多、更寬，體背部棕色，有密集的深色斑紋，腹部白色，體長可達49公分，棲息於大陸棚斜坡，生態習性不明。